# Порт-Едвардс (містечко, Вісконсин)
Порт-Едвардс (англ. Port Edwards) — місто (англ. town) в США, в окрузі Вуд штату Вісконсин. Населення — 1356 осіб (2020).

## Демографія
Згідно з переписом 2010 року, у місті мешкало 1427 осіб у 564 домогосподарствах у складі 409 родин. Було 605 помешкань
Расовий склад населення:
| - 87,5 % — білих - 8,3 % — корінних американців - 0,8 % — азіатів - 0,3 % — чорних або афроамериканців - 0,1 % — вихідців з тихоокеанських островів - 2,5 % — осіб інших рас |

До двох чи більше рас належало 0,6 %. Частка іспаномовних становила 6,0 % від усіх жителів.
За віковим діапазоном населення розподілялося таким чином: 23,2 % — особи молодші 18 років, 61,5 % — особи у віці 18—64 років, 15,3 % — особи у віці 65 років та старші. Медіана віку мешканця становила 44,1 року. На 100 осіб жіночої статі у місті припадало 111,1 чоловіків;  на 100 жінок у віці від 18 років та старших — 108,4 чоловіків також старших 18 років.
Середній дохід на одне домашнє господарство  становив 56 635 доларів США (медіана — 45 000), а середній дохід на одну сім'ю — 67 771 долар (медіана — 53 750). Медіана доходів становила 41 094 долари для чоловіків та 33 393 долари для жінок. За межею бідності перебувало 7,5 % осіб, у тому числі 9,4 % дітей у віці до 18 років та 4,7 % осіб у віці 65 років та старших.
Цивільне працевлаштоване населення становило 628 осіб. Основні галузі зайнятості: виробництво — 20,9 %, сільське господарство, лісництво, риболовля — 17,0 %, освіта, охорона здоров'я та соціальна допомога — 15,3 %.